# Babil de Antioquía
Babil, Babilas o Babilés es el nombre de uno o varios santos cristianos. De origen semítico, el nombre se difundió en griego y posteriormente fue latinizado: Babylas o Babilas.

## San Babil de Antioquía, obispo y mártir

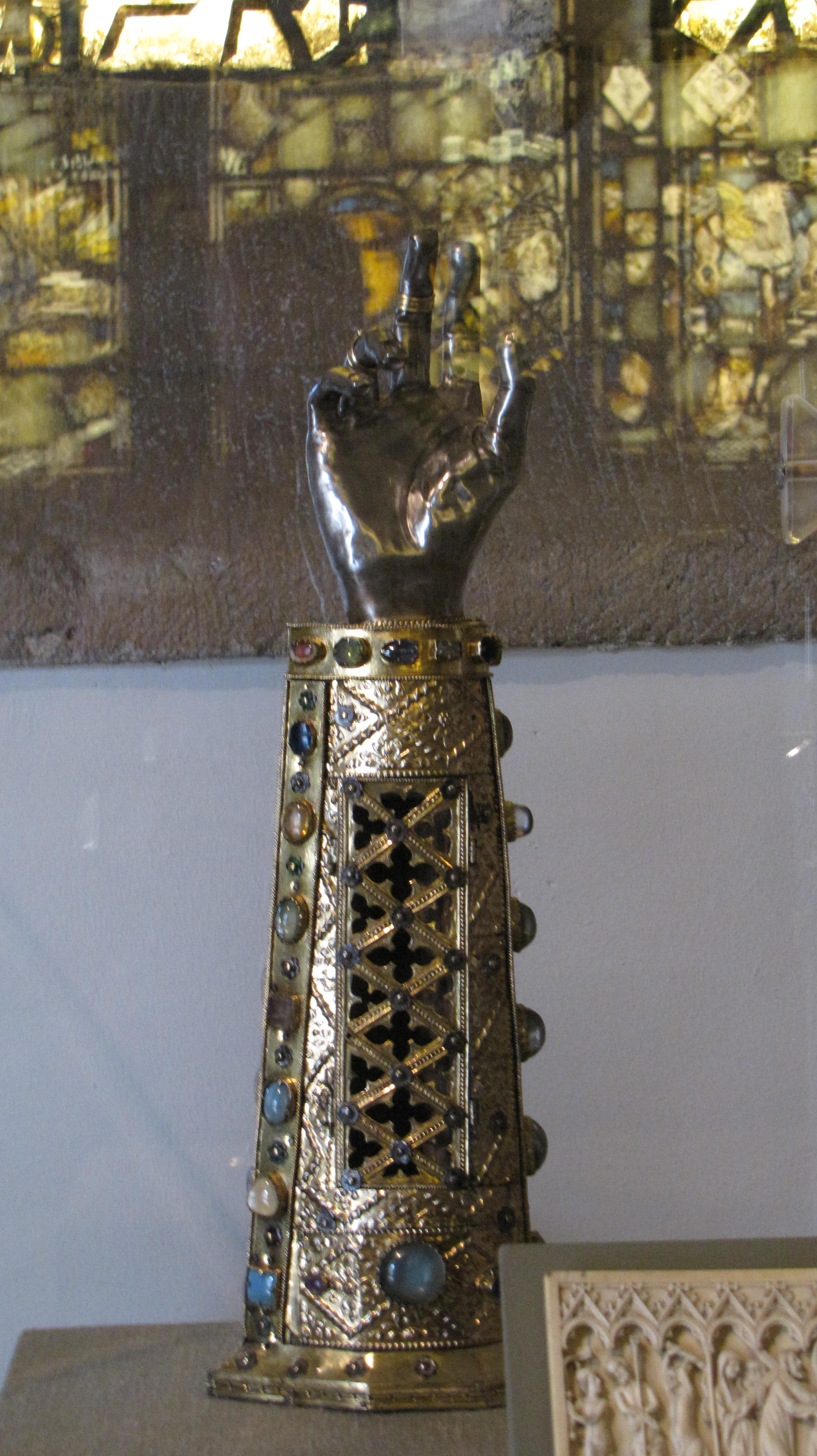
Relicario del brazo de san Babylas, 1467. Formó parte del tesoro güelfo, vendido en 1931. Desde 1951 forma parte de las colecciones del Museo de Arte de Filadelfia.

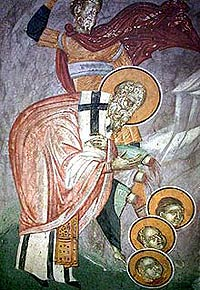
Martirio de San Babil y sus discípulos Urbano, Prilidano y Epolonio.

La Iglesia latina celebra su festividad el 24 de enero y la oriental el 4 de septiembre.
San Babil o san Babilas fue el duodécimo obispo de Antioquía desde el 237 (sucediendo a Zebino). Según su hagiografía, protagonizó un enfrentamiento público con el emperador Filipo el Árabe, al que acusó de haber matado a su predecesor, Gordiano III, haciéndole ocupar la zona posterior de la iglesia, la de los penitentes, durante la celebración de la vigilia pascual. El episodio es poco verosímil, dado que en esa época los emperadores no eran cristianos; y dado que guarda similitud con el que enfrentó a san Ambrosio de Milán y a Teodosio I en el año 390, ya con el Imperio cristianizado, podría ser una duplicación de éste.
San Babil fue martirizado (en el año 250, o el 251 o el 253) tras ser encarcelado bajo la persecución de Decio. Con él murieron tres niños llamados Urbano, Prilidiano y Epolonio. Según Eusebio de Cesarea, falleció en la prisión; pero según san Juan Crisóstomo fue decapitado. Fue sucedido en la sede episcopal por Fabio de Antioquía.
En la Chronographia de Juan Malalas se refiere que San Babil fue mandado matar por el emperador Numeriano, que de camino a la guerra contra los persas deseaba entrar en una iglesia para presenciar los ritos cristianos, cosa que le fue impedida por el obispo. Malalas también refiere que Numeriano fue desollado vivo por los persas. La cronología del mandato de Numeriano es bastante posterior (283-284).
Parece que los restos de San Babil fueron las primeras reliquias de un mártir trasladadas de lugar, por orden de Constancio Galo (año 351), para contrarrestar y eclipsar el éxito que tenía el oráculo de Apolo de la localidad de Dafne (a siete kilómetros al sudoeste de Antioquía). El año 362, Juliano el Apóstata, que acudió a consultar el oráculo, ordenó restaurar el culto pagano y sacar de allí las reliquias, que los cristianos del lugar acompañaron en procesión hasta Antioquía. Las fuentes cristianas recogen que, en aquel momento, el templo de Apolo quedó destruido por un rayo; mientras que las paganas señalan que fueron los cristianos los que le prendieron fuego varios días más tarde. Hubo un tercer traslado, a una nueva iglesia construida por el obispo san Melecio al otro lado del Orontes. En la época de las Cruzadas sus reliquias fueron llevadas a Cremona.